# Malvasia di Casorzo
Die Rotweinsorte Malvasia di Casorzo ist eine von vielen Varietäten aus der Familie der Malvasier innerhalb Italiens. Sie wird für süße Rot- und Roséweine verwendet. Der Name leitet sich von der Gemeinde Casorzo ab.
Die Sorte ist in den Provinzen Alessandria und Asti in der Region Piemont zugelassen.
Die sehr spätreifende Sorte ist ertragsstark und liefert gute Erträge. Die Rotweine werden häufig im Verschnitt mit der Sorte Barbera verwendet. Die Sorte findet schließlich Eingang in den DOC-Wein Malvasia di Casorzo d’Asti.
Die bestockte Fläche beträgt ca. 92 Hektar.

## Synonyme
Die Rebsorte Malvasia di Casorzo ist auch unter den Namen Fragermano, Malvasia Casorzo, Malvasia Nera, Malvasia Nera di Casale, Malvasia Nera di Casorzo, Malvasia Nera di Piemonte und Moscatellina bekannt.

## Ampelographische Sortenmerkmale
In der Ampelographie wird der Habitus folgendermaßen beschrieben:
- Die Triebspitze ist offen. Sie ist spinnwebig behaart, mit leicht rosafarbenem Anflug. Die hellgrünen Jungblätter sind unbehaart.
- Die mittelgroßen Blätter sind fünflappig und tief gebuchtet (siehe auch den Artikel Blattform). Die Stielbucht ist U-förmig offen. Das Blatt ist spitzgesägt. Die Zähne sind im Vergleich der Rebsorten mittelgroß.
- Die walzen- bis kegelförmige Traube ist meist geschultert, groß und recht lockerbeerig. Die rundlichen bis leicht elliptischen Beeren sind mittelgroß und von dunkelbläulich-schwarzer Farbe. Die Weinbeeren verfügen über ein leichtes Muskat-Aroma.

Die Rebsorte reift ca. 40 Tage nach dem Gutedel und gehört damit zu den Rebsorten der mittleren vierten Reifungsperiode (siehe das Kapitel im Artikel Rebsorte). Sie gilt somit als sehr spät reifend. Die wuchsstarke Sorte ist ertragsstark. Malvasia di Casorzo ist eine Varietät der Edlen Weinrebe (Vitis vinifera).